# Hipoteza Knudsona
Hipoteza Knudsona – hipoteza tłumacząca proces nowotworzenia, mówiąca, że nowotwór powstaje na skutek nagromadzenia się mutacji w DNA komórki. Zarys teorii przedstawił Carl O. Nordling w 1953, a następnie sformułował ją Alfred G. Knudson w 1971. Praca Knudsona pośrednio doprowadziła do zidentyfikowania onkogenów. W 1998 Knudsona nagrodzono za tę pracę Nagrodą im. Alberta Laskera.
Nordling w 1953 roku w artykule w British Journal of Cancer odnotował, że częstość występowania nowotworów u ludzi na terenach uprzemysłowionych rośnie proporcjonalnie do 6. potęgi wieku pacjentów. Korelację tę można wytłumaczyć zaistnieniem sześciu różnych mutacji poprzedzających powstanie nowotworu. Knudson w swojej pracy o siatkówczaku (retinoblastoma), rodzaju nowotworu siatkówki przeprowadził analizę statystyczną występowania tego guza. Wiadomo było wtedy, że retinoblastoma występuje zarówno u dzieci, u których jest rodzinny, i u dorosłych, u których występuje sporadycznie. Ponadto, u dzieci siatkówczak występuje często obustronnie, co potwierdza fakt wrodzonej predyspozycji do tego nowotworu. Wnioski Knudsona były następujące: do rozwoju siatkówczaka prowadzą dwa uszkodzenia DNA (two hits). U dzieci z siatkówczakiem pierwsze uszkodzenie DNA było wrodzone, i każde następne prowadziło od razu do wystąpienia nowotworu, dlatego następowało to stosunkowo wcześnie. U dorosłych nie było wrodzonej zmiany w DNA, więc obydwa uszkodzenia musiały powstać spontanicznie – stąd różnica w okresie pojawienia się nowotworu. 
Późniejsze badania wykazały, że kancerogeneza zależy od aktywacji onkogenów i wyłączenia genów supresorowych (antyonkogenów). Gen odpowiedzialny za siatkówczaka, RB1, okazał się genem supresorowym.